# Convoi no 20 du 19 avril 1943
Le 19 avril 1943, le vingtième convoi (no 1233) est un convoi ferroviaire qui quitte la caserne Dossin (à Malines, en Belgique) pour une « destination inconnue ». Il s'agit en fait du vingtième convoi quittant la Belgique à destination d'Auschwitz, avec à son bord 1 631 déportés juifs. Le convoi est attaqué par des résistants en vue d'en libérer les passagers. 231 parviennent à s'échapper. De toute la Seconde Guerre mondiale, c'est l'unique épisode de ce type recensé en Europe de l'Ouest,. Un épisode similaire s'est déroulé en Pologne dans la nuit du 19 au 20 mai 1943 et a conduit à la libération de 49 déportés (Akcja w Celestynowie (pl)).
Au total, 153 personnes ont survécu au XXe convoi.

## Préparatifs
En 1943, Hertz Jospa, Mauritz Bolle et Roger Van Praag, membres du Comité de défense des Juifs (CDJ), étudient la possibilité de monter une action pour arraisonner un convoi de déportation. Les risques sont énormes, y compris ceux de représailles. Mais le CDJ n'a pas les moyens de mener à bien ce type d'action. Finalement, Youra Livchitz s'empare du projet pour le mener à son terme. C'est dans l'atelier de Marcel Hastir, au 51 de la rue du Commerce, à Bruxelles, que l'attaque est planifiée. Youra Livchitz avait déployé toute son énergie pour convaincre l'Armée belge des partisans de monter l'attaque, car le Front de l'Indépendance avait décliné l'offre en raison de la charge logistique d'une telle planification. Ils ne sont finalement que trois à monter l'opération : Youra Livchitz, Jean Franklemon et Robert Maistriau.

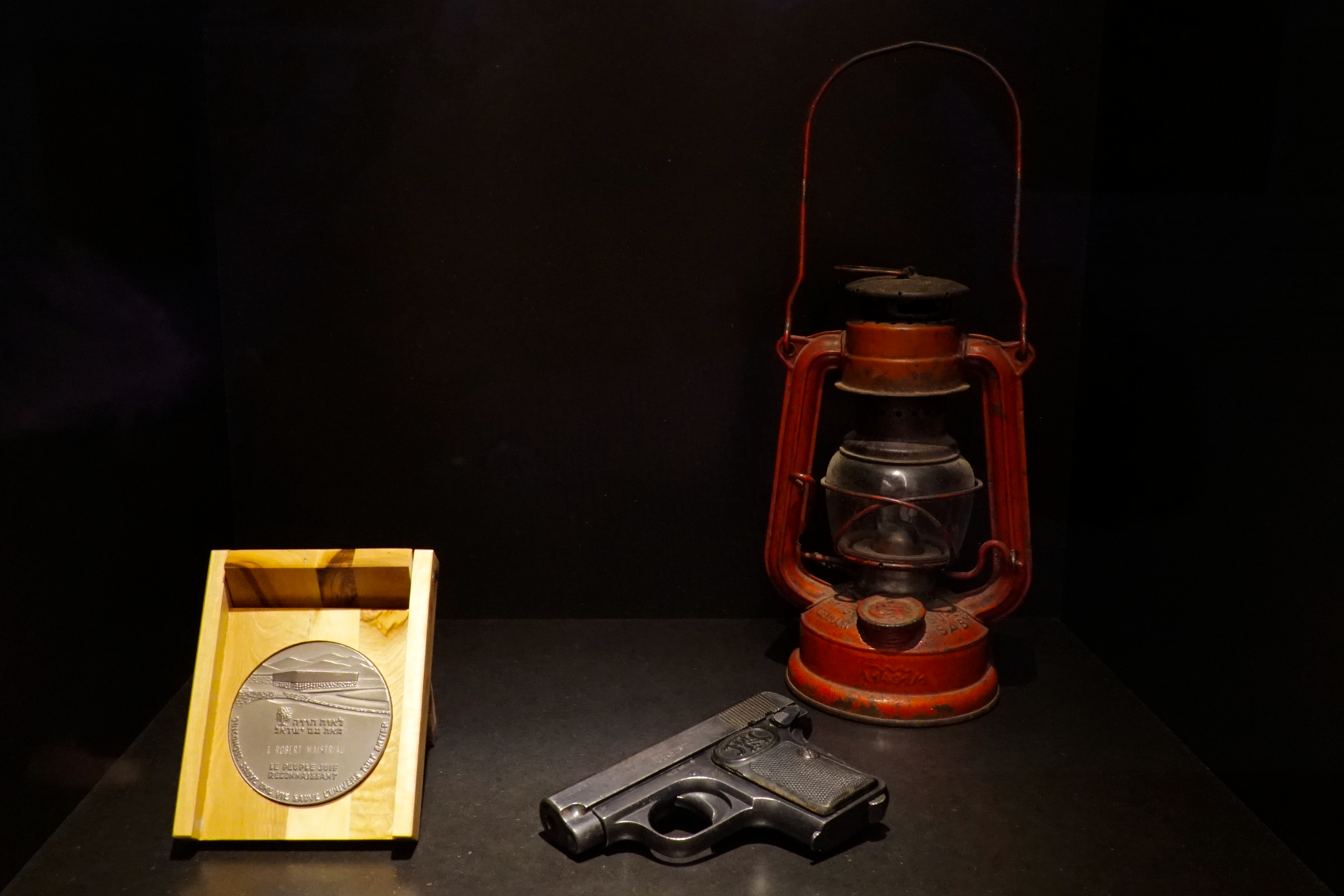
La médaille des Justes de Robert Maistriau, le pistolet et la lampe tempête conservés à la Caserne Dossin à Malines.

Le 23 avril, ils quittent à vélo la place Meiser par la chaussée de Haecht en direction de Boortmeerbeek. Dans leurs sacoches, quatre tenailles, une lampe-tempête et un pistolet Browning modèle 1906 calibre 6,35 mm. L'arme a été fournie par Richard Altenhoff, responsable de l'armement du Groupe G, rencontré par l'entremise de Hertz Jospa et qui devait être le « quatrième homme », mais qui finalement ne prend pas part à l'attaque,.

## Opération
Le vingtième convoi part de Malines le 19 avril 1943. Pour la première fois, les wagons de troisième classe du train ont été remplacés par des wagons à bestiaux. Un wagon supplémentaire a été ajouté avec 18 hommes et une femme : le Sonderwagen, dans lequel prennent place des résistants et les « évadés » de précédents convois. Celui-ci emporte 1 631 juifs, dont 262 enfants. Parmi ceux-ci figure la plus jeune enfant juive qui sera déportée de Belgique à Auschwitz : Suzanne Kaminski, née le 11 mars 1943 (no 215, alors âgée de 39 jours). Le no 584 du même convoi XX est porté par Jacob Blom. Né le 7 août 1842, il est le doyen des déportés de Malines (100 ans). 
Dans le virage de Boortmeerbeek, les trois partisans, armés d'un seul pistolet, de sept cartouches et d'une lampe-tempête recouverte d'un papier rouge, parviennent à immobiliser le train. 
Une fois le train arrêté, la Schutzpolizei, postée en tête du train et à l'arrière, ouvre le feu. Malgré la fusillade, les trois hommes parviennent à ouvrir un premier wagon, dont s'échappent 17 personnes. Finalement, 231 déportés prennent la fuite : 23 sont tués et 95 sont repris par la suite et déportés à Auschwitz. Au total, 113 personnes échappent à la mort, dont Simon Gronowski. Il a 11 ans lorsqu'il saute du convoi, où reste sa mère. Sa sœur, en raison de sa nationalité belge nouvellement acquise, fait partie du convoi XXIIB et disparaît également à Auschwitz. 
L'un des wagons intéressait particulièrement les trois hommes parce qu'il contenait des membres de la Résistance juive. 6 ou 7 parviennent à s'évader. Leur rassemblement ne doit rien au hasard : Eva Fastag, au camp de regroupement de Malines (en allemand Sammellager), a « trafiqué » les listes à cet effet.
Le machiniste Albert Dumon, qui conduit le train, comprend que des déportés tentent de recouvrer la liberté et applique volontairement à la lettre la réglementation ferroviaire entre Tirlemont et Tongres (la ligne qu'il couvre) : mise au pas de la locomotive pour les franchissements de passages à niveau, ralentissements dans les courbes, arrêt d'une demi-heure à Borgloon en attendant une signalisation adéquate et arrêt complet lors d'un signal rouge… Cette attitude non dénuée de risques (refuser de conduire un train de déportés était sanctionné par une exécution immédiate) permet à de très nombreux passagers de sauter d'un train qui roule à vitesse modérée et, par conséquent, de ne pas se rompre le cou. Néanmoins, selon Albert Dumon, la nuit est claire et les Allemands postés sur le train peuvent voir distinctement les déportés qui s'enfuient. Ceux qui ont la présence d'esprit de se jeter au sol évitent pour la plupart les balles allemandes, mais les victimes sont nombreuses à joncher le long des voies, comme Dumon s'en aperçoit lorsqu'il ramène la locomotive (sans les wagons) à la gare de Tirlemont,.
Régine Krochmal, une infirmière de 22 ans, membre de la Résistance, parvient à s'échapper à l'aide d'un couteau à pain aux environs de Haacht. Elle et Simon Gronowski survivent à la guerre.

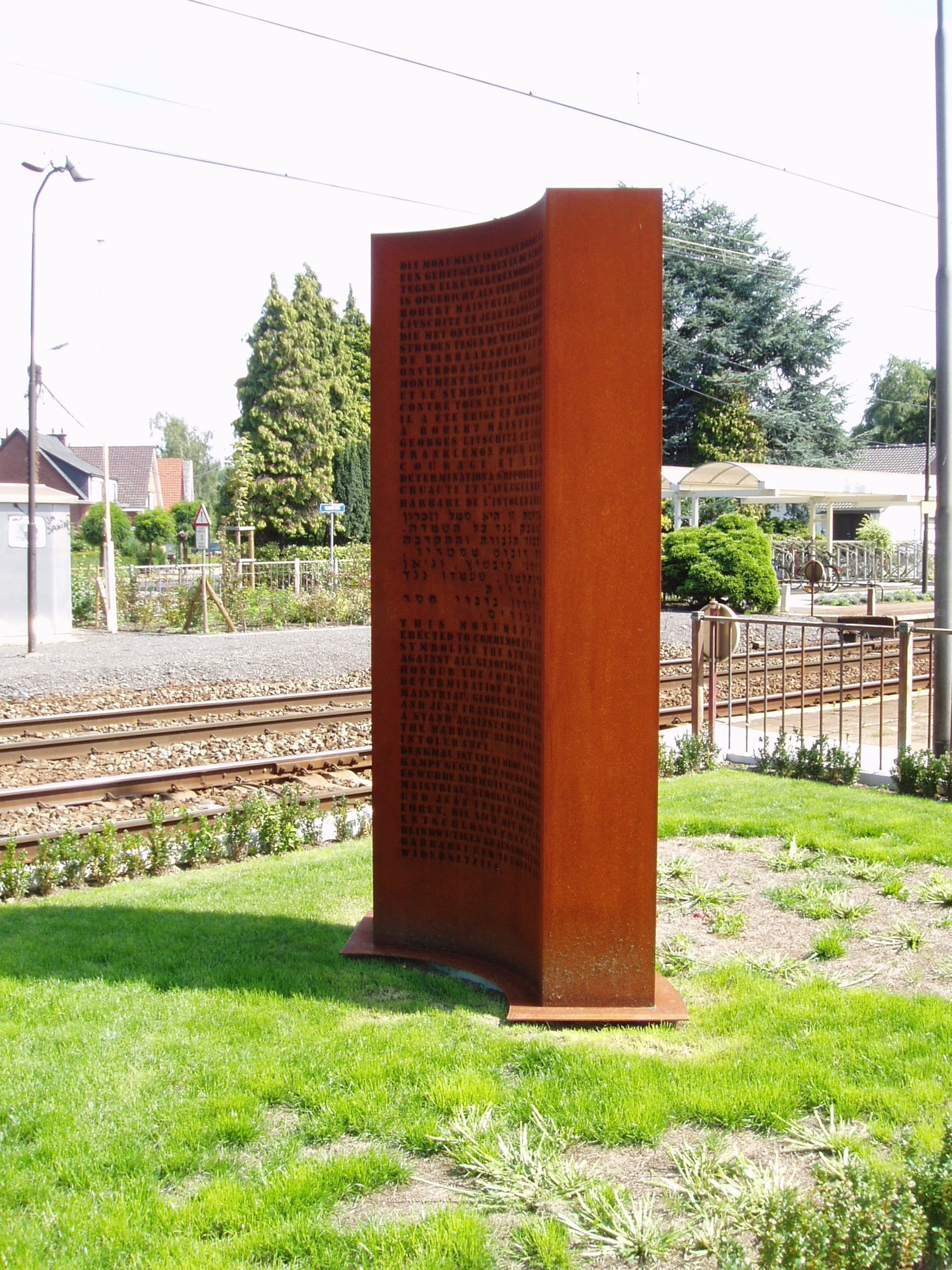
Stèle commémorative de l'attaque du.

## Après l'attaque
Lors de l'attaque, Youra Livchitz est blessé. Il se rend chez les parents de Jacqueline Mondo, Octave et Suzanne qui mettent tout en œuvre pour le soigner. Youra veut absolument prévenir ses coéquipiers pour qu'ils se mettent à l'abri. Il charge Jacqueline de prendre contact avec Pierre Romanovitch pour qu'il les prévienne. Pierre Romanovitch, qui se faisait passer pour un comte russe, était en fait un délateur à la solde des Nazis. La famille Mondo et de nombreux autres membres de la résistance sont aussitôt arrêtés. Octave et Suzanne sont emprisonnés à la prison de Saint-Gilles, le 1er juillet 1943. Octave est fusillé par les Allemands, à Ludwigsburg en Allemagne, le 20 juin 1944 et Suzanne est transférée à Ravensbrück où elle meurt le 30 avril 1945, la veille de la libération du camp. Jacqueline et son frère sont également arrêtés mais ils sont libérés en juin 1944.
Youra Livchitz est dénoncé par Pierre Romanovitch et est arrêté comme l'est également son frère Alexandre, le 23 juin 1943. Ils sont tous deux fusillés à une semaine d'intervalle en février 1944. Les deux autres participants au raid contre le convoi, Robert Maistriau et Jean Franklemon, survivent à la guerre.
Le 11 février 1999, Yad Vashem a reconnu Octave Mondo et Suzanne Mondo-Watrin comme Justes parmi les nations. 
Après guerre, Pierre Romanovitch est condamné à mort et exécuté.

## Commémoration
Une stèle commémorative est inaugurée en 1993 près de la gare de Boortmeerbeek en souvenir de cet acte de résistance et des personnes déportées.